# Staatsarchiv Obwalden

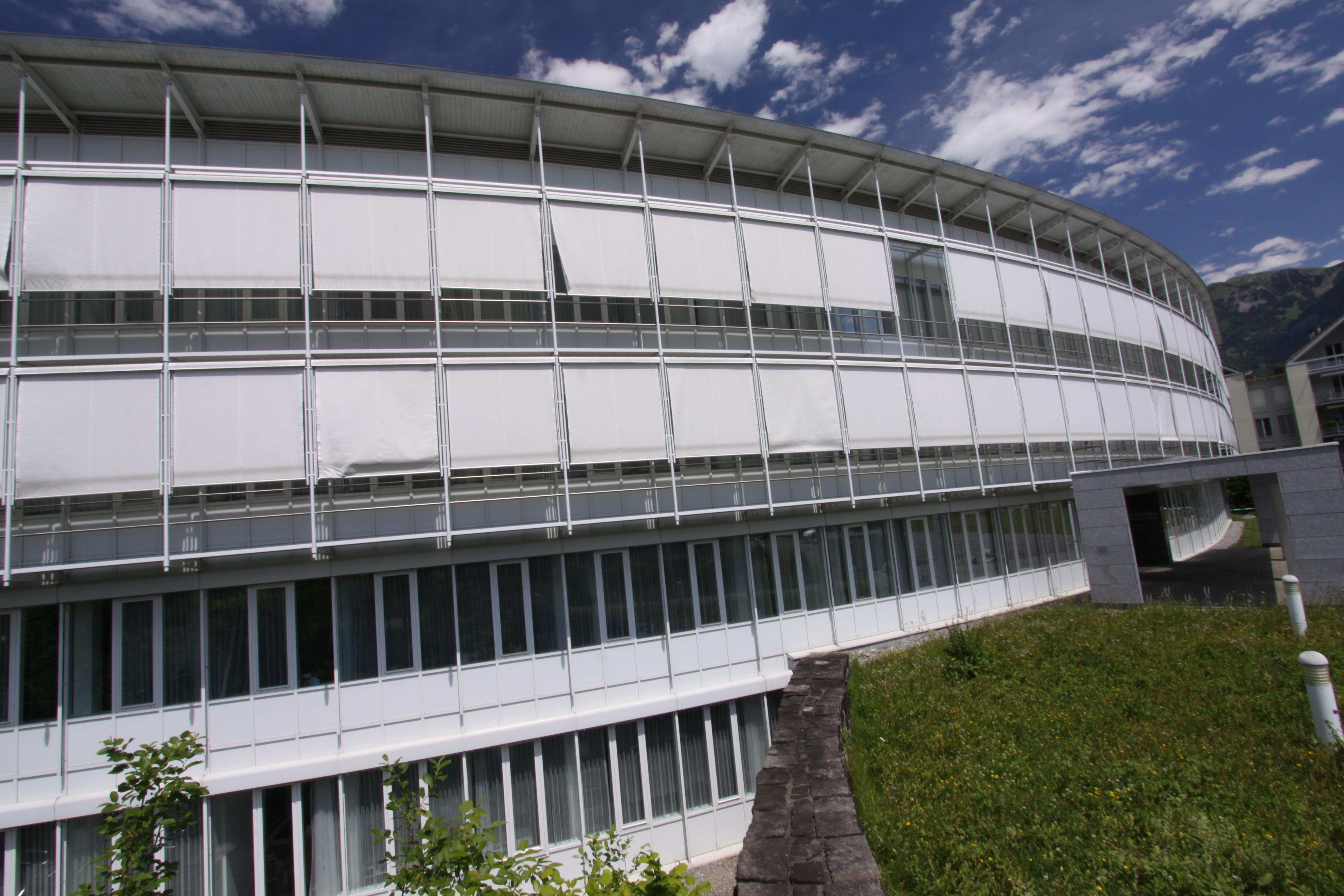
Im Untergeschoss des Verwaltungsgebäudes Hostett in der St. Antonistrasse befindet sich das Staatsarchiv Obwalden. (Foto 2012)

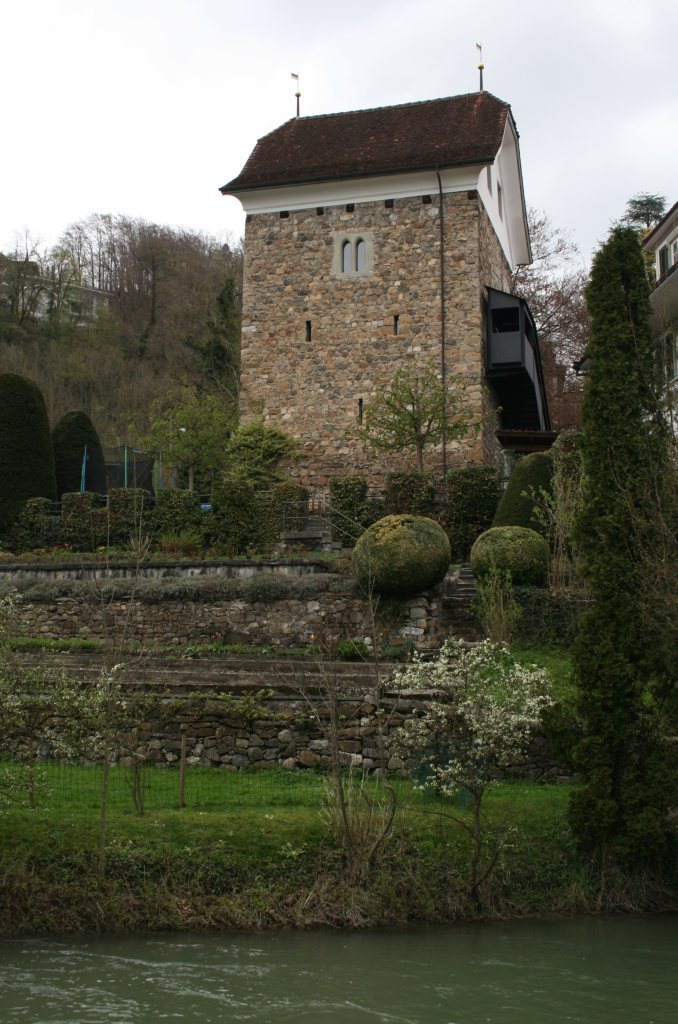
Im Hexenturm in Sarnen sind die historischen Bestände (1210–1850) des Staatsarchivs Obwalden gelagert. (Foto 2013)

Das Staatsarchiv des Kantons Obwalden ist das zentrale Archiv des Schweizer Kantons Obwalden und seiner Rechtsvorgänger.

## Geschichte
Kernbestand des Staatsarchivs Obwalden bilden die Akten der vorstaatlichen und staatlichen Institutionen des heutigen Kantons Obwalden, die bis ins 13. Jahrhundert zurückreichen. Während der Frühen Neuzeit waren die Archivbestände zum Teil im Kanzleiarchiv im Rathaus Sarnen untergebracht, während ein weiterer Teil sich zumindest zeitweise im sogenannten «Hexenturm» befand, der im 13. Jahrhundert ursprünglich als Wohnturm erbaut worden war. 1787 wurde das Rathaus Sarnen mit einem eigenen Archivanbau versehen.
Ab 1854 erschloss und reorganisierte der Zürcher Staatsarchivar Gerold Meyer von Knonau Teile des Staatsarchivs Obwalden. Sein Interesse galt insbesondere den älteren eidgenössischen Abschieden. Im Zuge dieser Archivarbeiten wurde das sogenannte Weisse Buch von Sarnen wiederentdeckt und erstmals der Forschung zugänglich gemacht. Berühmtheit erlangte das Kopialbuch aus der Zeit um 1470, weil es auf den letzten Seiten die älteste bekannte Version der Tellgeschichte enthält. Über die eigentliche Erschliessungsarbeit hinaus machte Meyer von Knonau dem Obwaldner Regierungsrat 1855 Vorschläge zur besseren Einrichtung des Archivs im Turm, die aber zunächst nicht umgesetzt wurden. Erst 1877 erfolgte ein grösserer Umbau des «Hexenturms» und seine Einrichtung als Archiv und Museum.
Bis ins 20. Jahrhundert hinein waren der Landschreiber bzw. die Kanzlisten für das Archiv zuständig. Erster offizieller Staatsarchivar war Anton von Ah (1895–1943, Staatsarchivar 1927–1942), der das Archiv bereits zuvor als Kanzlist betreut hatte. Auf ihn folgte mit August Wirz (1915–1984, Staatsarchivar 1944–1981) der erste hauptamtliche Staatsarchivar des Kantons Obwalden. 
Seit 1991 befindet sich der Hauptstandort des Staatsarchivs Obwalden im Verwaltungsgebäude «Hostett» in Sarnen. Der «Hexenturm» wurde 1985 erneut umgebaut und dient heute als Aussenmagazin für die historischen Bestände von 1210 bis 1850. Insbesondere beherbergt der Turm auch das Weisse Buch von Sarnen aus dem Jahre 1470. Es werden Führungen durch den Turm angeboten.